# Diplopterys cabrerana
Diplopterys cabrerana (лат.) — вид растений семейства Мальпигиевые (Malpighiaceae) порядка Мальпигиецветные (Malpighiales).
Широко известно под названиями чалипонга (chaliponga), чагропанга (chagropanga). В некоторых районах Эквадора известно под названием чакруна (chacruna), но под этим названием также известно другое алкалоидоносное растение Psychotria viridis.

## Распространение и экология
Растение распространено во влажных тропических лесах Южной Америки. Найдена в амазонских письменностях Бразилии, Колумбии, Эквадора и Перу.

## Химический состав
Растение обладает значительным содержанием триптаминов.
Листья
- Диметилтриптамин (DMT) 0.17—1.75 %[2]
- 5-MeO-DMT[2]
- Буфотенин[2][4]
- N-метилтриптамин[2]
- N-метилтетрагидро-бета-карболин[2][4]

Стебель
- Диметилтриптамин[2]
- 5-MeO-DMT[2]
- N-метилтетрагидро-бета-карболин[2]

## Значение и применение
Растение обычно используется как дополнительный ингредиент к энтеогенному чаю аяуаске, так как оно богато триптаминами, такими как DMT и 5-MeO-DMT.

## Культивация
В домашних условиях Diplopterys cabrerana обычно культивируется черенкованием. Черенки сажаются или сразу в почву, или предварительно в воду.